# Neoatractosoma strasseri
Neoatractosoma strasseri är en mångfotingart som beskrevs av Jean-Paul Mauriès 1969. Neoatractosoma strasseri ingår i släktet Neoatractosoma och familjen Neoatractosomatidae. Inga underarter finns listade i Catalogue of Life.